# 김동진 (1982년)
김동진(한국 한자: 金東進, 1982년 1월 29일 - )은 대한민국의 전 축구 선수이자 현 축구 지도자로 포지션은 왼쪽 풀백이었으며 현재 대한민국 대표팀 코치를 맡고 있다.

## 개요
경기도 동두천시에서 태어나 동두천초등학교, 안양중학교, 안양공업고등학교를 졸업하였다. 포지션이 풀백 및 측면 미드필더인 점과 성씨가 '김(金)'씨인데다가 당시 머리를 금발로 염색하고 경기를 뛰던 것에 착안하여 '금빛 날개'라는 별명이 붙었다. 연속된 경기에서 풀타임을 소화할 정도로 엄청난 체력을 소유했다는 의미에서 '강철'이라는 별명을 얻기도 하였다.

## 클럽 경력
2000년 FC 서울에서 프로 데뷔 후 6년간 서울의 주축 수비수로 활약하며 2000 시즌 리그 우승, 슈퍼컵 2001 우승, 리그컵 2006 우승 등에 공헌했다.
그리고 2006년 FIFA 월드컵 이후 이호와 함께 러시아 프리미어리그 소속팀인 제니트 상트페테르부르크로 이적하여 2007년 리그 우승에 일조함은 물론 최우수 왼쪽 풀백으로도 선정되며 재능을 다시 한번 각인시켰고 2007-08년 UEFA 유로파리그에서도 16강전까지 공격포인트를 기록하는 맹활약을 펼쳤고 그 이후 부상으로 엔트리에서 제외되었다가 스코티시 프리미어십의 레인저스 FC와의 결승전에서 딕 아드보카트 감독의 배려로 종료 시점에 투입되며 제니트의 사상 첫 유로파리그 우승에 일조하면서 이호와 함께 차범근 이후 20년만에 유로파리그에서 우승을 맛본 대한민국 선수에 이름을 올렸다.
비록 2008년 UEFA 슈퍼컵에는 출전하지 못했지만 팀의 우승의 기쁨을 함께 나누었고 상대팀인 맨체스터 유나이티드의 박지성(현 전북 현대 모터스 어드바이저)과 함께 상대팀에서 대한민국 선수가 출전 명단에 이름을 올리는 진풍경이 연출되었다.
그리고 2009 시즌 이후 2010년 1월 27일 뇌혈류 장애로 인해 제니트와의 계약이 종료된 뒤 같은 해 2월 울산 현대와 계약을 체결하며 약 4년만에 고국으로 복귀하여 2010 시즌 22경기를 소화했으며 2011년 1월 친정팀인 FC 서울로 복귀했지만 컨디션 난조에 빠지며 주로 R리그에서 활동했다.
그러다가 9월 18일 부산 아이파크와의 리그 경기에서 기록한 득점을 기반으로 출전 횟수를 점차 늘렸고 2011 시즌 9경기를 소화한 뒤 중국 슈퍼리그 소속팀인 저장 뤼청으로 이적하여 55경기 2골을 기록했다.
그리고 2014년 태국 1부 리그 소속팀인 무앙통 유나이티드로 둥지를 틀어 2015년까지 60경기 2골을 기록했고 이후 2016년 K리그2 소속팀인 서울 이랜드로 이적하여 34경기 1골을 기록했으며 2017년 홍콩 프리미어리그의 킷치 SC로 이적하여 2016-17 홍콩 시니어 챌린지 시드 우승, 홍콩 프리미어리그 2회 연속 우승(2016-17 시즌, 2017-18 시즌), 홍콩 FA컵 2회 연속 우승(2016-17, 2017-18), 2017-18 홍콩 사플링컵 우승을 맛보았다.

## 국가대표팀 경력
2003년 A대표팀 합류 후 2003년 동아시아 축구 선수권 대회 우승을 만들어냈고
U-23 대표팀 소속으로 2002년 아시안 게임에 출전하였으나 동메달 획득에 머물렀고 그 뒤 2004년 하계 올림픽에 출전하여 1골·2어시스트를 기록하며 1948년 하계 올림픽 이후 56년만의 8강 진출에 큰 힘을 실어주었다.
그리고 같은 해 부산 아시아드 주경기장에서 열린 2002년 FIFA 월드컵 준우승국이자 대한민국의 2002년 월드컵 4강 상대였던 독일과의 친선 경기에서 국제 A매치 데뷔골을 선제골로 신고하며 팀의 3-1 승리에 이바지했다.
이후 2006년 FIFA 월드컵 본선에도 출전하여 대한민국의 사상 첫 원정 월드컵 첫 승의 기쁨을 함께 했지만 팀은 아쉽게도 사상 첫 원정 16강 진출까지는 아쉽게 이뤄지지 못했으며 그 뒤 2008년 하계 올림픽 본선에 와일드카드 자격으로 출전하여 온두라스전에서 선제골이자 결승골을 터뜨려 팀의 1-0 승리를 만들었으나 이탈리아와의 조별리그 2차전에서 당한 완패의 여파를 극복하지 못하고 두 대회 연속 8강 진출이 무산되었다.

## 지도자 경력
2019년 2월 16일 홍콩에서 은퇴를 선언했고 같은 해 7월 1일 고국에서 은퇴 기자회견을 연 뒤 7월 24일 정든 그라운드를 떠나 킷치 SC의 유소년팀 코치를 거쳐 킷치 성인팀의 수석코치 감독대행등 여러가지 직책을 역임하다가 2024년 8월 대한민국 대표팀 코치로 부임하였다.

## 수상 내역

### 클럽

#### 안양 LG 치타스 / FC 서울
- K리그: 2000
- 슈퍼컵: 2001

#### FC 제니트 상트페테르부르크
- 러시아 프리미어리그: 2007
- 러시아 슈퍼컵: 2008
- UEFA컵 : 2007-08
- UEFA 슈퍼컵: 2008-09

### 국가대표
- AFC 아시안 컵 3위 : 2007

### 개인
- K리그 베스트 11 : 2004

## 참고 자료
- 김동진 인터뷰 : FC서울 김동진,"FC서울 영원히 잊지 않겠다" (2006년 7월 3일)[깨진 링크(과거 내용 찾기)]
- 김동진 인터뷰 : 김동진, ‘나는 뛴다. 고로 행복하다’(2016년 2월 25일)